# Nine Elms
Pour les articles homonymes, voir Elms.
Nine Elms est un quartier de la banlieue sud de Londres localisé dans le borough de Wandsworth, et situé entre Vauxhall et Battersea.
C'est avant tout un quartier industriel, dominé par la centrale électrique de Battersea. Il est traversé par plusieurs lignes de train. On y trouve un grand centre de tri de la poste britannique, ainsi que le New Covent Garden Market, le plus grand marché de gros de fruits, légumes et fleurs du Royaume-Uni.
Le quartier acquit son nom après la route Nine Elms Lane, qui s'était appelée au XVIIe siècle après neuf ormes qui y ont crû.